# Gobierno Transcaspiano
El Gobierno Transcaspiano fue establecido por una coalición de mencheviques y eseristas con apoyo de los trabajadores turcomanos del Ferrocarril Trans-Caspio con base en Asjabad. 
Tras la formación del Ejército Nacional de Turkmenistán en febrero de 1918, las autoridades bolcheviques de Moscú se preocuparon por los deseos nacionalistas de la región. En mayo ordenaron a Fiódor Ivánovich Kolesov (1891-1940), líder del sóviet de Taskent, controlarlos. El 11 y 12 de junio los trabajadores de Asjabad se alzaron y se hicieron con varias localidades con apoyo de mencheviques, eseristas, turcomanos, armenios y antiguos funcionarios zaristas. Este realizó un censo de las armas en poder de civiles el 17 de junio, lo que llevó a disturbios que duraron dos días. En respuesta se organizó una Guardia Roja al mando del comisario V. Frolov y llegó un contingente de la Cheka el 24 de junio. Así se pudo desarmar al escuadrón de caballería de Turkmenistán, núcleo del ejército nacionalista, se declaró la ley marcial y se ejecutó a algunos cabecillas de la oposición. Después se quiso ir sobre Serdar, pero los trabajadores del ferrocarril se enteraron de lo sucedido y se armaron. En el combate subsecuente murió Frolov y algunos seguidores, mientras que el resto de su fuerza fue desarmada.
El 14 de julio se formaba un Comité Ejecutivo en Asjabad (renombrado Gobierno Provisional en noviembre) bajo el liderazgo del eserista Fiódor Adriánovich Fúntikov (1875/1876-1926) y con un pequeño ejército de mil armenios y rusos. El general británico del ejército anglo-indio en la zona, sir Wilfrid Malleson (1866-1946), recomendó apoyar al Comité para enfrentar a los bolcheviques. Gracias a este apoyo, el Cómite expulsó con sus aliados a los rojos de Dushak el 14 de octubre. El 20 de septiembre Fúntikov hizo fusilar a los 26 comisarios de la recientemente desaparecida Comuna de Bakú. En diciembre estallaron disturbios que el Gobierno Provisional fue incapaz de controlar: pidió ayuda a Malleson, pero este se negó a intervenir y el 1 de enero de 1919 tuvo que renunciar y ser reemplazado por un Comité de Salud Pública elegido por el oficial del espionaje británico, Reginald Teague-Jones (1889-1988). A mediados de abril, los británicos emprendieron la retirada; esta se completó en julio y selló la suerte del gobierno de Asjabad. Efectivamente la ciudad fue tomada por el Ejército Rojo el 9 de julio y el 8 de agosto el Comité fue oficialmente disuelto;  el poder regional pasó al general de división blanco Borís Petróvich Lázarev (1882-1938), sucesor en el cargo del general Ipolit Víktorovich Savitski (1863-1941) tras la pérdida de Mary. Sucesivamente habían caído en poder bolchevique Baýramaly (23 de mayo), Mary (24 de mayo) y Kushka (7 de julio). El 6 de febrero de 1920, los rojos concluyeron la reconquista de la región tomando Krasnovodsk.